# Encholirium pedicellatum
Encholirium pedicellatum är en gräsväxtart som först beskrevs av Carl Christian Mez, och fick sitt nu gällande namn av Werner Rauh. Encholirium pedicellatum ingår i släktet Encholirium och familjen Bromeliaceae. Inga underarter finns listade i Catalogue of Life.